# Бедрос Туриан
Бедрос Туриан (1851 – 1872) е арменски поет, драматург и актьор.

## Биография
Бедрос Туриан (алтернативен правопис: Петрос Дурян) е роден в изключително бедно семейство. Баща му е бил ковач в Истанбул. Поет романтик с голяма чувствителност, Туриан става доста популярен приживе. Умира от туберкулоза едва 20-годишен. Въпреки това Туриан оставя богато наследство от драма и поезия. Един истински патриот, чиито исторически пиеси са вдъхновени от копнеж за национално освобождение.
Сатирикът Агоп Баронян му е учител. Образован на френски език, Туриан е бил почитател на Юго и още множество видни френски творци. Спонтанен, красноречив и богато надарен с образност и метафори, стиховете му разкриват естествен художествен блясък и проправят пътя с иновации от стария стил на писане. Поезията му е преведена на руски, френски, английски, немски, италиански и български.
Той поддържа активен театрален живот, въпреки противопоставянето на баща си. Туриан пише пиеси, а също така се проявява и като актьор. Той бързо придобива признание и популярност чрез пиесите. Някои от театралните му творби включват Черни земи (1868 г.), Арташес завоевателя (1869 г.), Падането на Дома на арсацидите (1870 г.), Превземането на Ани, столицата на Армения (1871 г.) и Театърът или нещастните (1871 г.), Историята го помни повече за лириката му, отколкото за драмите му, въпреки че именно театърът му носи слава приживе.
Знаейки, че ще умре млад, Туриан издава множество стихотворения, оплаквайки се на Всемогъщия в едно стихотворение и умолявайки прошка в друго. Нереализирани мечти и страх от смъртта, която ще му попречи да допринесе за нацията си, му причиняват дълбока болка и скръб, които се отразяват в неговото писане.
Следващото стихотворение „Малкото езеро“ е алюзия към факта, че явно Туриан, който е бил влюбен в актриса, я е чул презрително да казва: „О, той? Той трепери и е толкова блед – дори може да умре съвсем скоро!“ (което действително се случва).